# 羲和
羲和，中國神话人物。

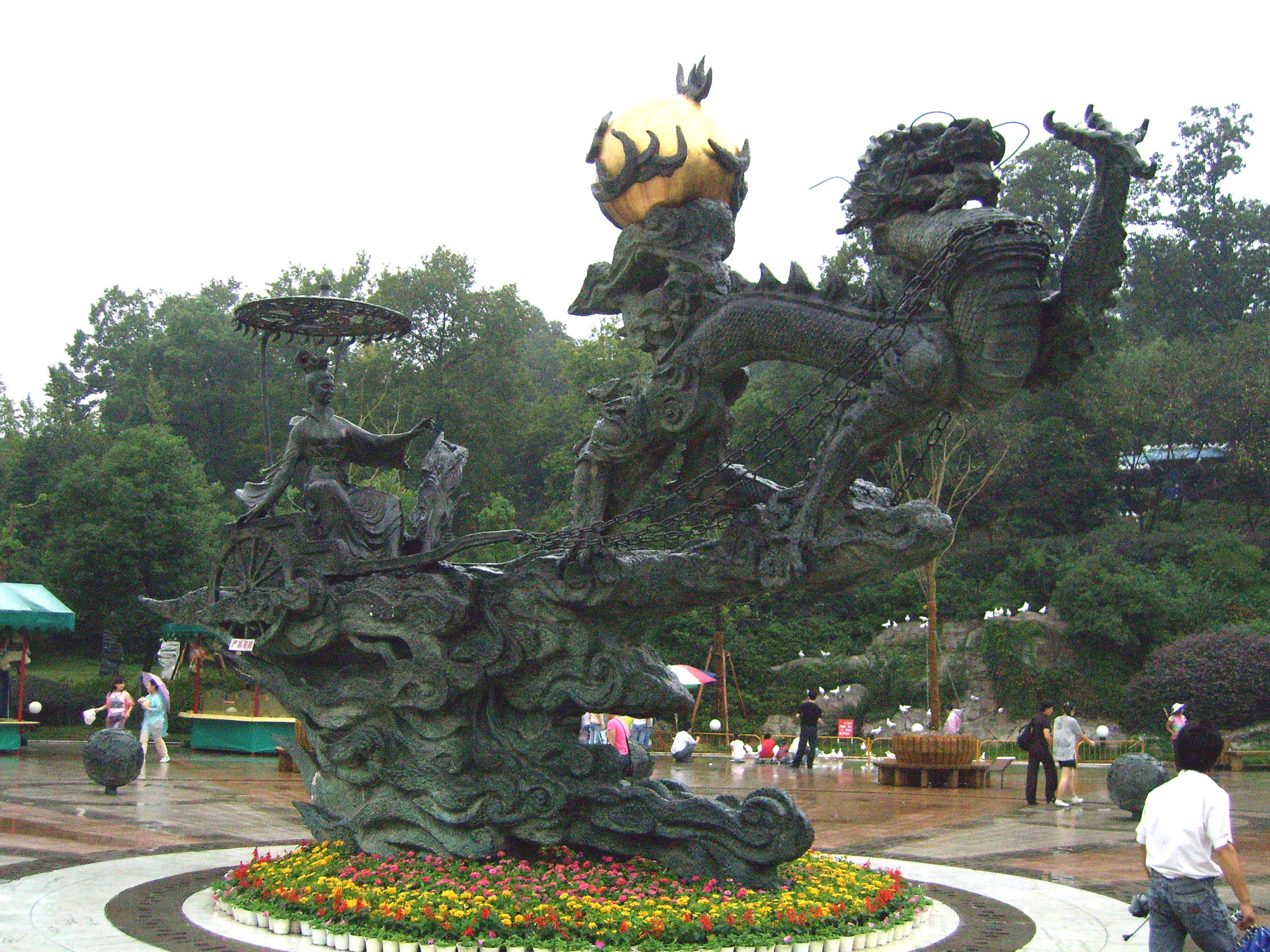
杭州滿隴桂雨公園中羲和駕日的雕塑。

傳說她是帝俊的妻子，與帝俊生了十個兒子，都是太陽（金烏），住在東方大海的扶桑樹上，輪流在天上值日。羲和也是她兒子們的車夫——太陽的使者——日御。後來，十個兄弟不滿先後次序，十日並出，被后羿射殺其中的九個。 屈原的《離騷》有：“吾令羲和弭節兮，望崦嵫而勿迫。”一句。

## 堯典
《尚書·堯典》有“乃命羲和，欽若昊天，曆象日月星辰，敬授民時”，羲和為唐虞時掌曆法之官。帝堯任命羲氏（羲仲、羲叔）、和氏（和仲、和叔）掌管天文，制定曆法，授民農時。